# Castell de Sully-sur-Loire
El castell de Sully-sur-Loire (en francès: Château de Sully-sur-Loire) és un castell situat la vora del Loira, a la comuna de Sully-sur-Loire, departament de Loiret de la Regió central de França.
Pertany als castells del Loira que van ser declarats Patrimoni de la Humanitat per la Unesco l'any 2000.

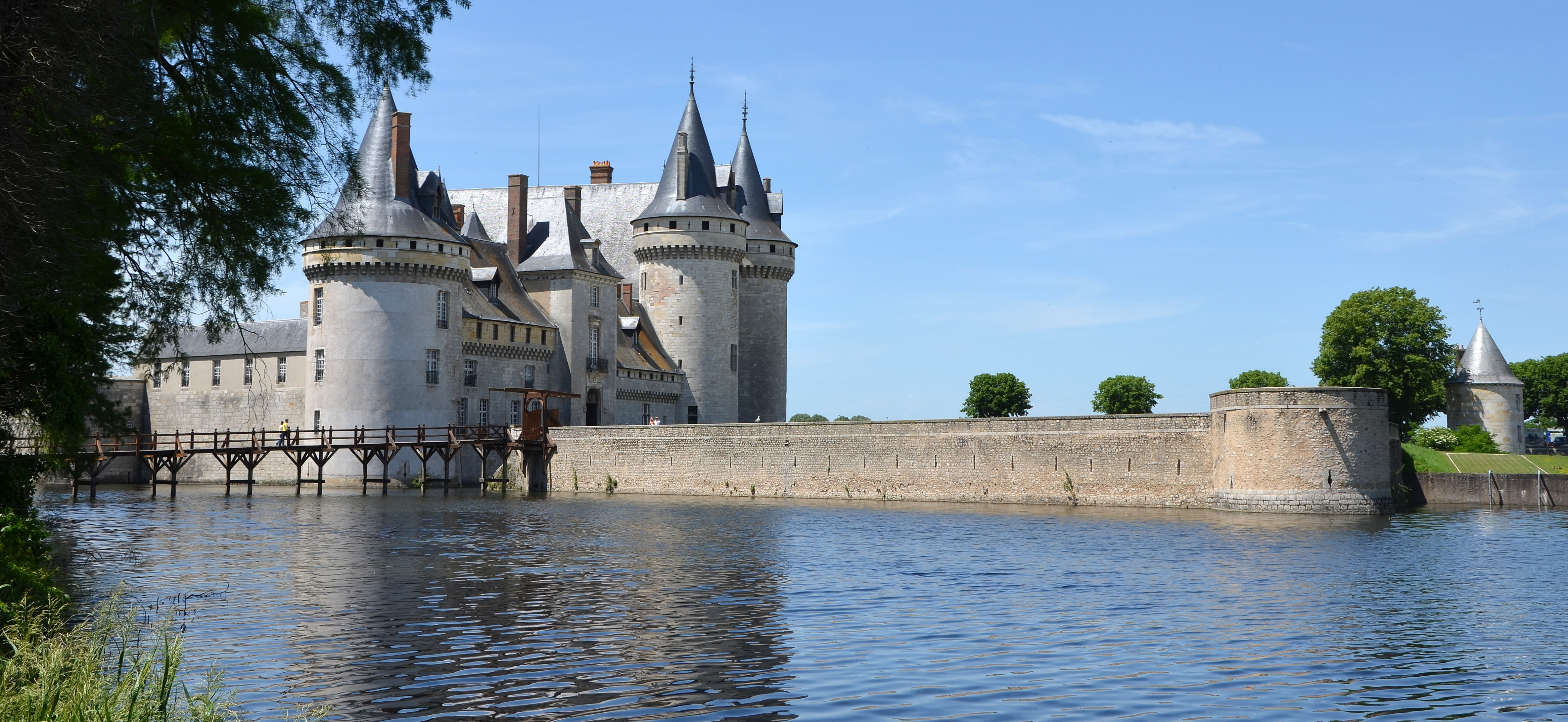
Chateau de Sully.

## Geografia
El castell està situat al centre de Sully-sur-Loire, a la riba esquerra del Loira, prop del pont, a la cantonada de la ruta entre la Salle Verte, l'Avinguda de Béthune i el camí del fossat. L'aigua que envolta l'estany prové de Marcon. Es pot accedir al castell a través de les línies 3, 7 i 12 de la xarxa de transport Ulys.

## Història
El castell va ser esmentat per primera vegada l'any 1102; controlava un pont sobre el Loira que va desaparèixer del segle xiv. Ha pertangut durant segles a tres famílies: els primers senyors de Sully, la família de la Trémouille i la família de Béthune.
L'any 1218 Felip II de França construeix una gran torre. Després, l'any 1396 Guy de la Trémouille inicia la construcció de l'actual castell, els plànols del qual van ser dissenyats per Raymond du Temple (arquitecte del rei i del duc d'Orleans). L'any 1524 un edifici se afegeix al sud-est de la construcció.
Fou comprat l'any 1602 per Maximilien de Béthune, el gran Sully, primer duc amb aquest nom. Entre 1602 i 1607 va transformar el castell per al seu propi ús, edificant també un parc. Al març de 1652, el jove Lluís XIV de França es va refugiar al castell durant la Fronda dels prínceps.
L'any 1715 el castell va albergar a Voltaire, després de fugir de París. A mitjan segle xviii, un edifici va ser construït al nord de l'entrada principal.
El castell va sofrir un incendi l'any 1918 i durant la Segona Guerra Mundial va patir dos bombardejos, al juny de 1940 i a l'agost de 1944. Va romandre a la família del 1º duc de Sully fins que l'any 1962, el Consell General de Loiret l'adquireix i restaura.

## Descripció
Aquesta edificació es troba en la confluència dels rius Loira i Sange, i està envoltada per un fossat que encara manté dues parts ben diferenciades: la torre i un petit castell.
La torrassa, edifici de planta rectangular flanquejat per quatre torres circulars i amb una porta i dues torres al sud, correspon a la campanya de Guy Trémoille; l'interior va ser totalment reformat per Maximilien de Béthune. En el primer pis es troba una gran sala amb portes de fusta del segle xvii, una pintura del Castell de Rosny-sud-Seine a la cartel·la de la xemeneia, i una porta de ferro que dona accés al «gabinet» de Sully. Emmarcat sota el sostre es troba una notable obra del segle XIV a la volta de canó.
El petit castell es tanca al sud de la masmorra i inclou un edifici i dues torres; la del sud-est va ser construïda a mitjan segle xv sobre una torre més antiga, mentre que l'altra, anomenada «torre de Béthune», més base i terrasses, és una torre de canó construïda l'any 1605. La casa, construïda a la primera meitat del segle xv, va ser a partir del segle xvi la residència habitual dels senyors de Sully. Els interiors van ser reformats (decoració i mobles) a la fi del segle xix. El cos que s'uneix al petit castell amb la masmorra va ser afegit al segle xviii, i reconstruïda després d'un incendi en 1918.
El pati posterior, a l'est, actualment sense edificacions, contenia anteriorment un calabós construït per Felip II de França poc abans de 1219, en ocasió de la confiscació de la senyoria i la col·legiata Saint-Ythier, transferits per M. de Béthune a la ciutat.

## Parc i jardins
El parc, que actualment contínua acaparant una vasta superfície, està envoltada de canals que M. de Béthune va realitzar per mantenir el lloc al marge de les inundacions del riu Loira.

## Classificació
El castell va ser qualificat com a Monument Històric l'any 1928 i està obert al públic des de 1933. Delimita la part oriental de la Vall del Loira, declarat Patrimoni de la Humanitat per la Unesco l'any 2000.

## Galeria d'imatges

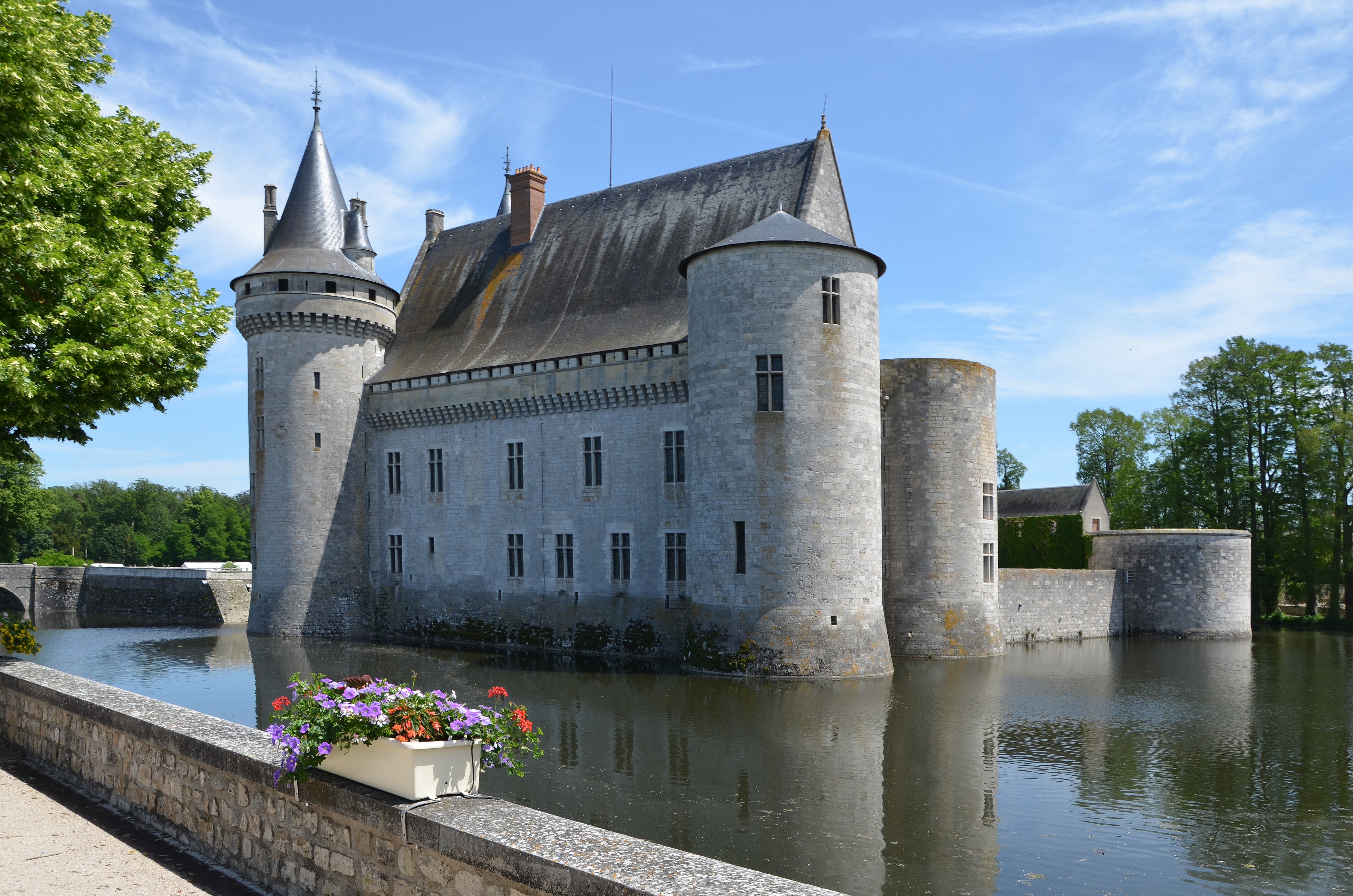
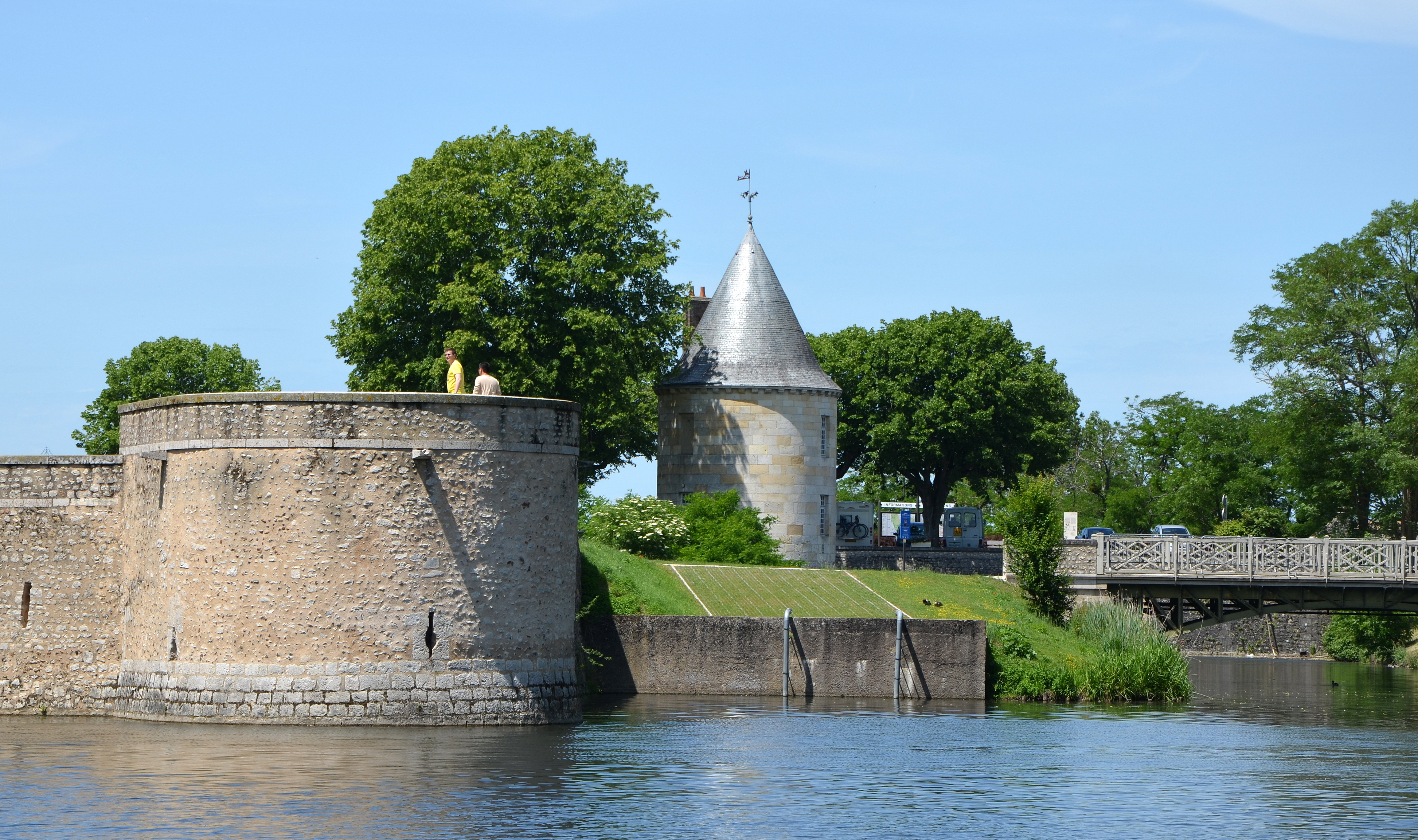
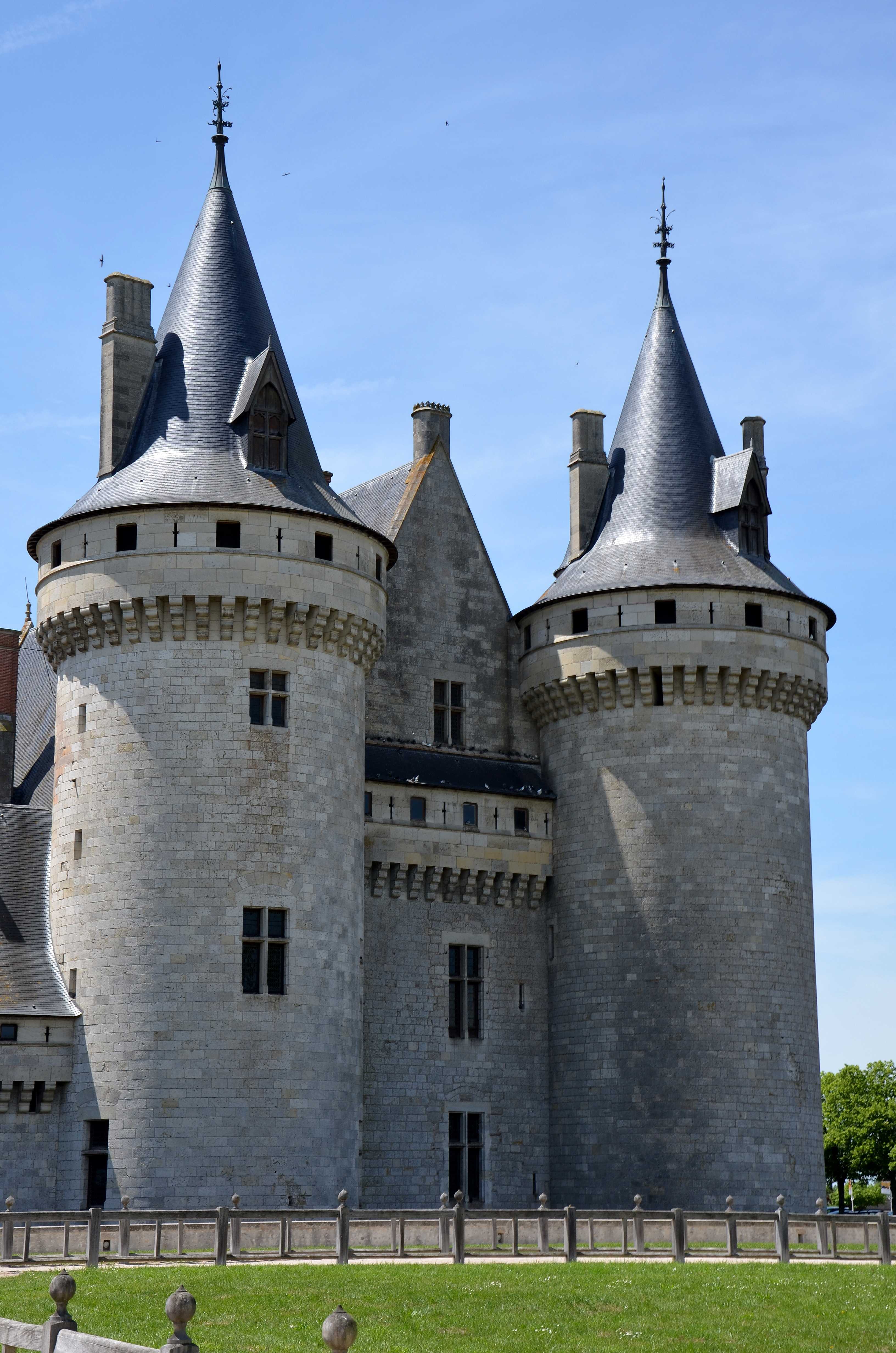
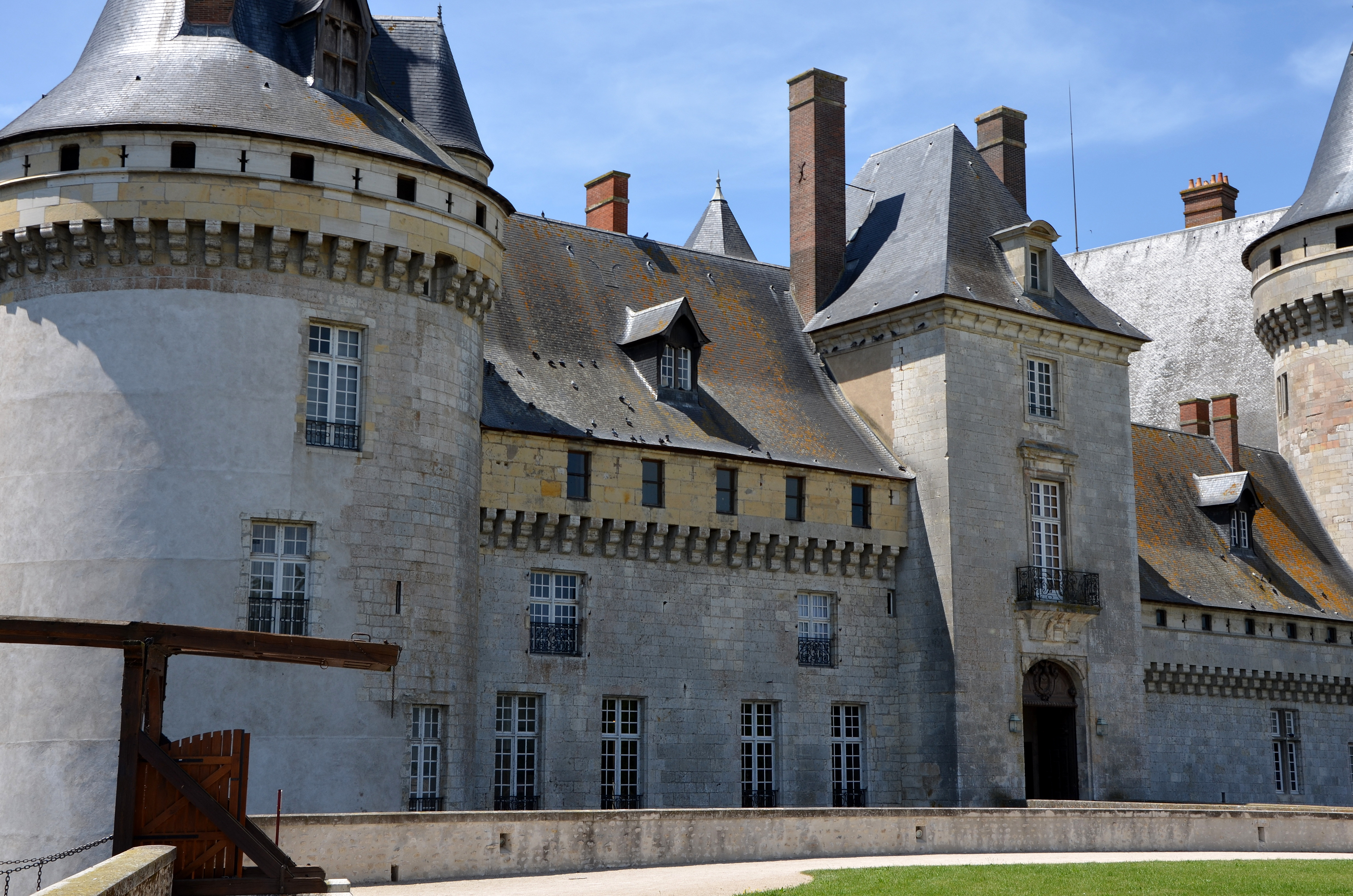
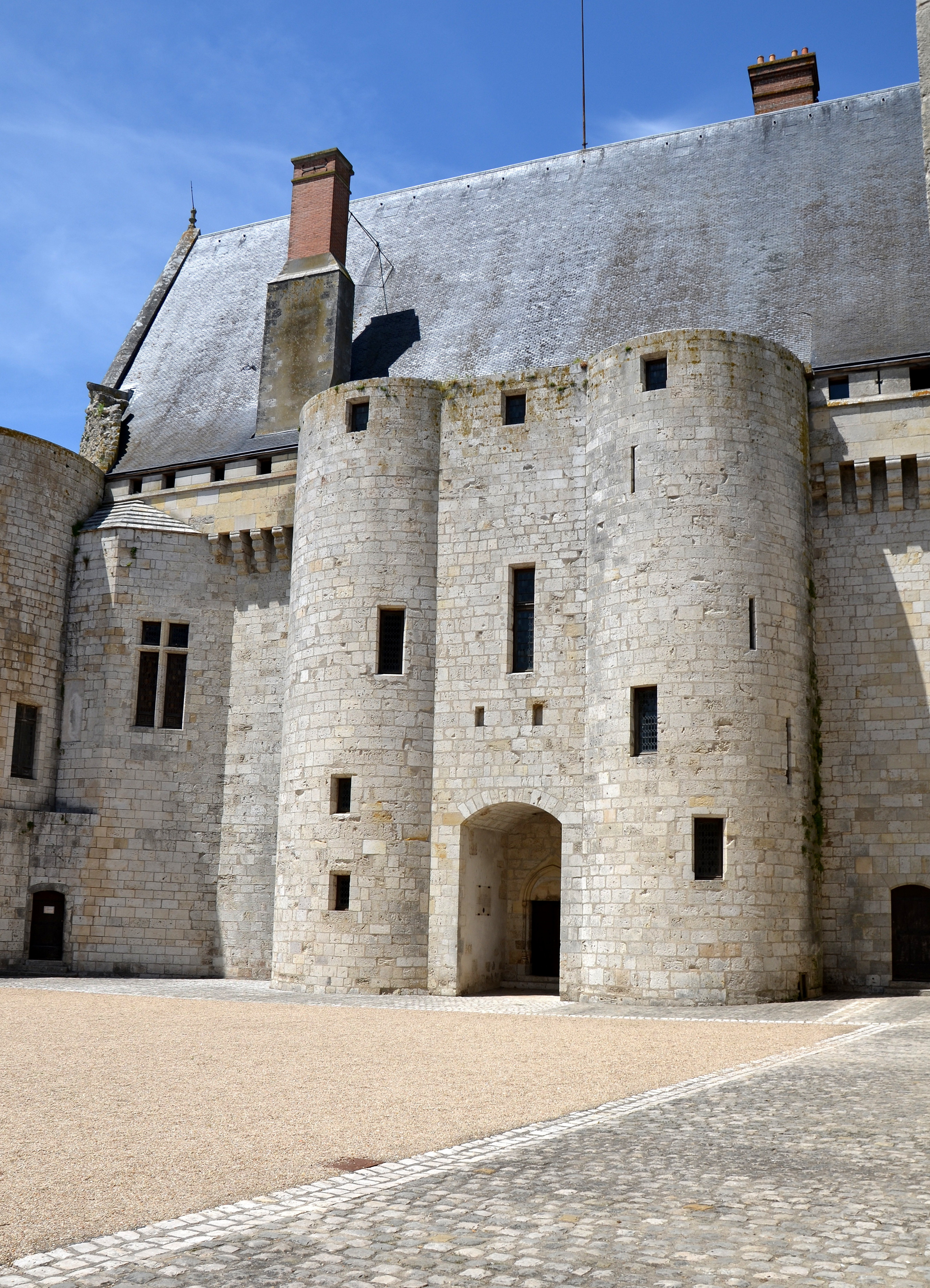
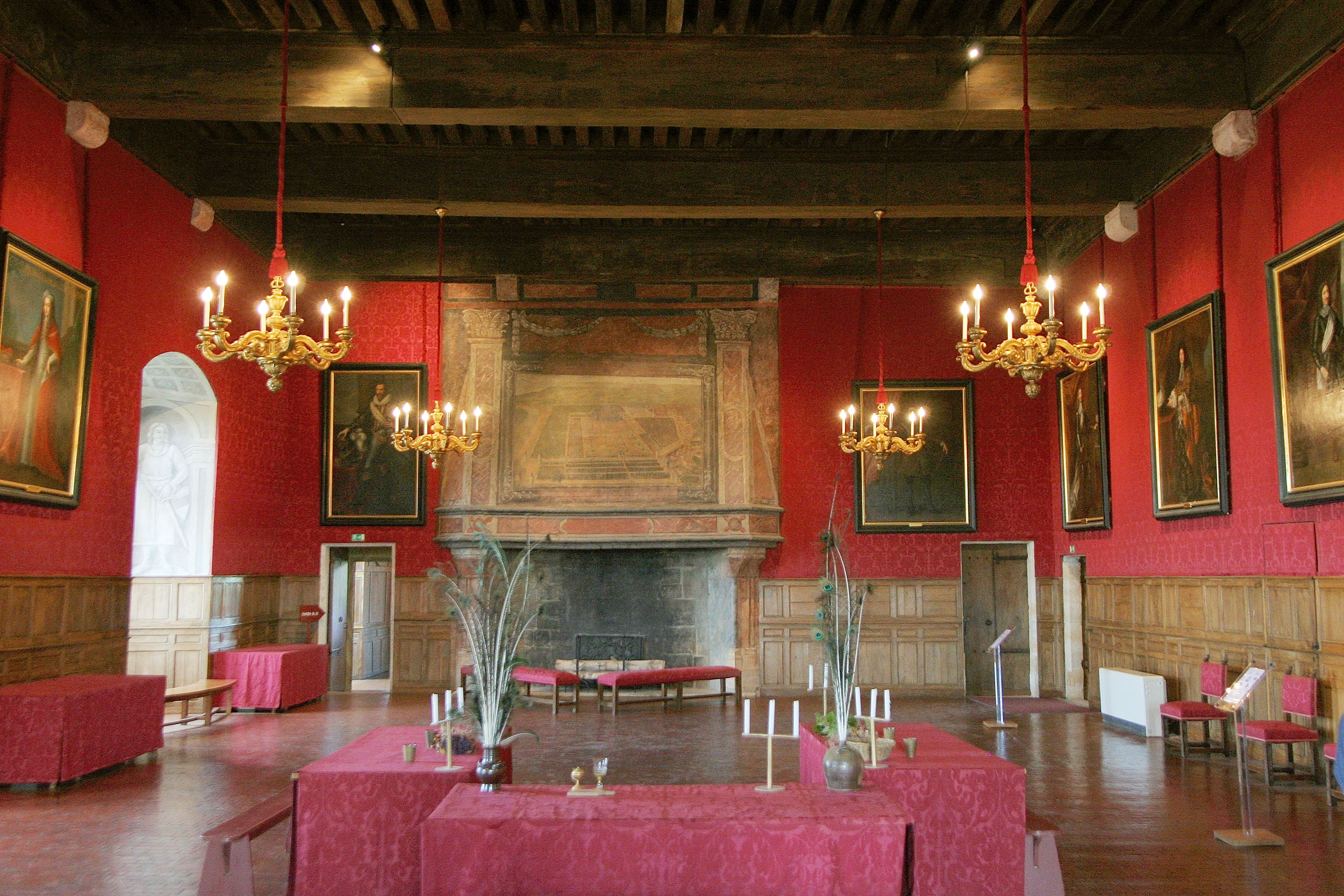
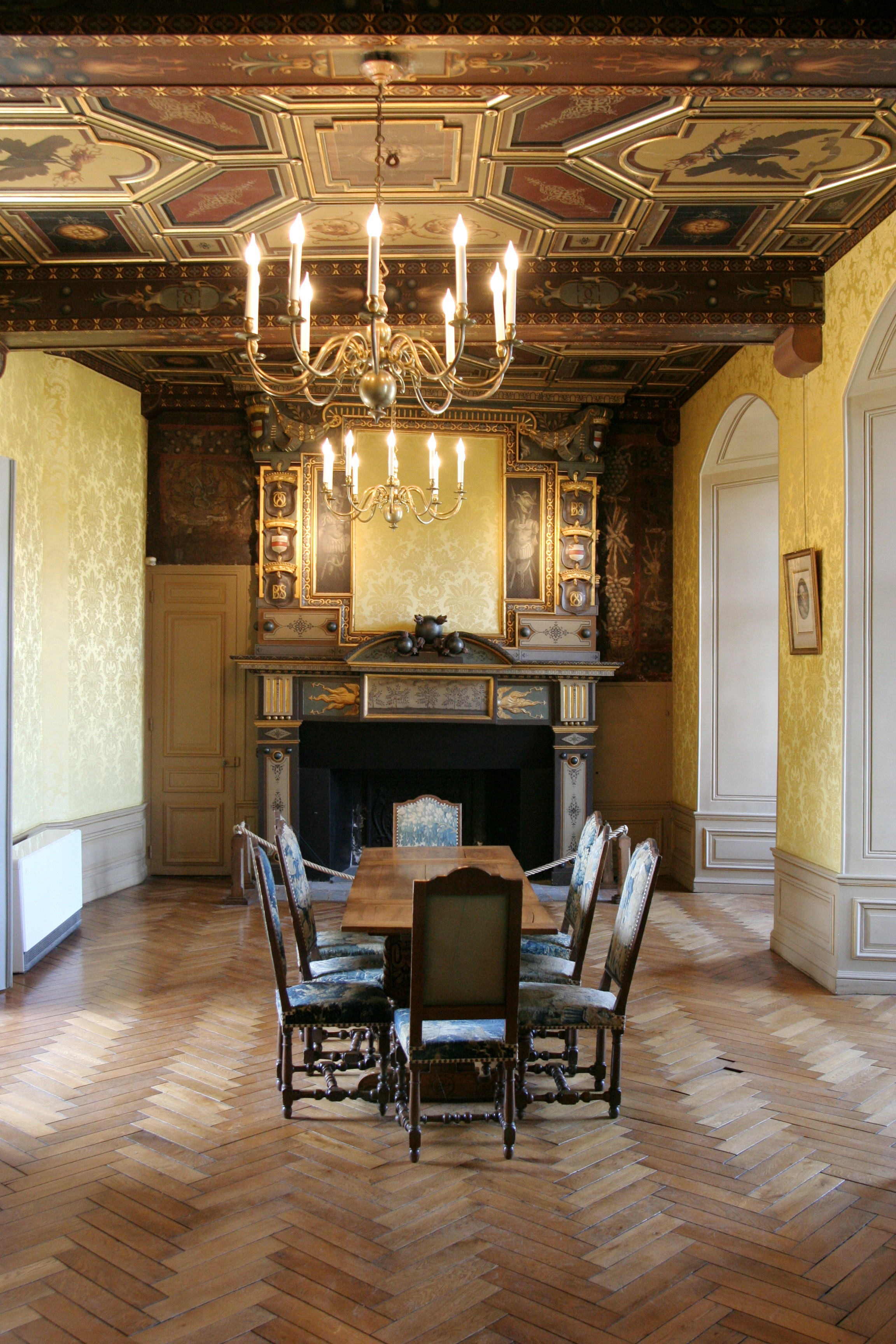
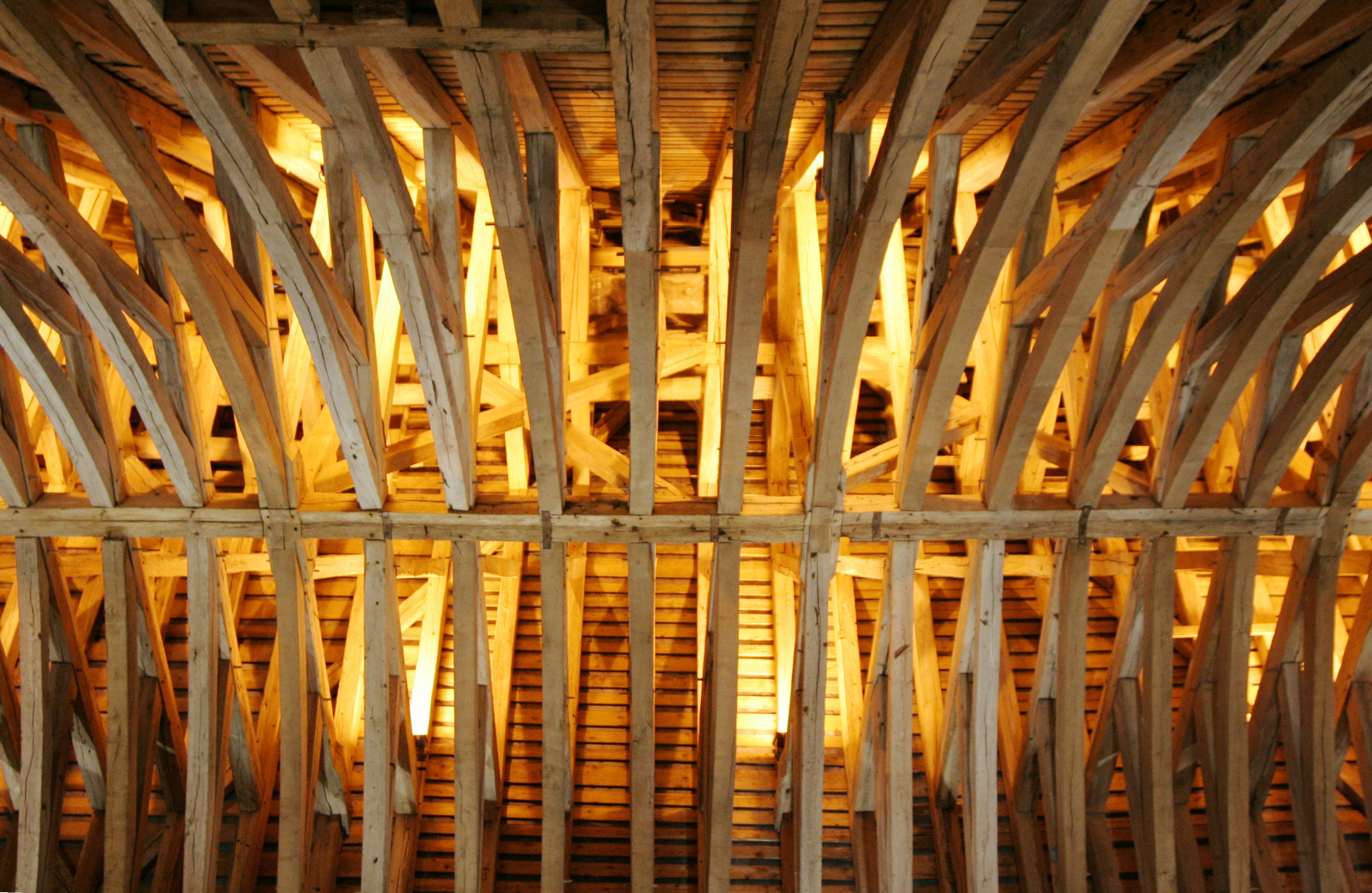
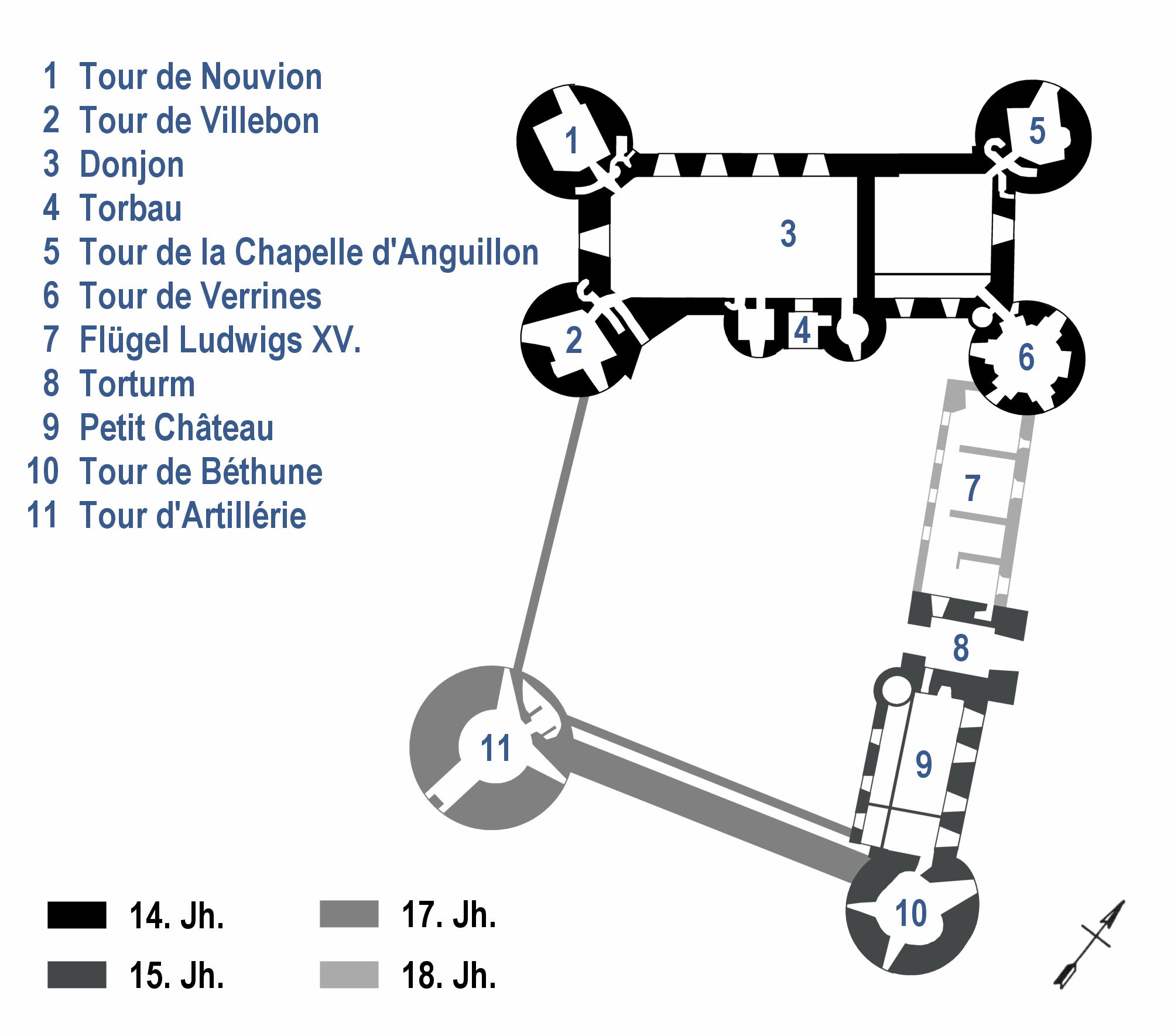
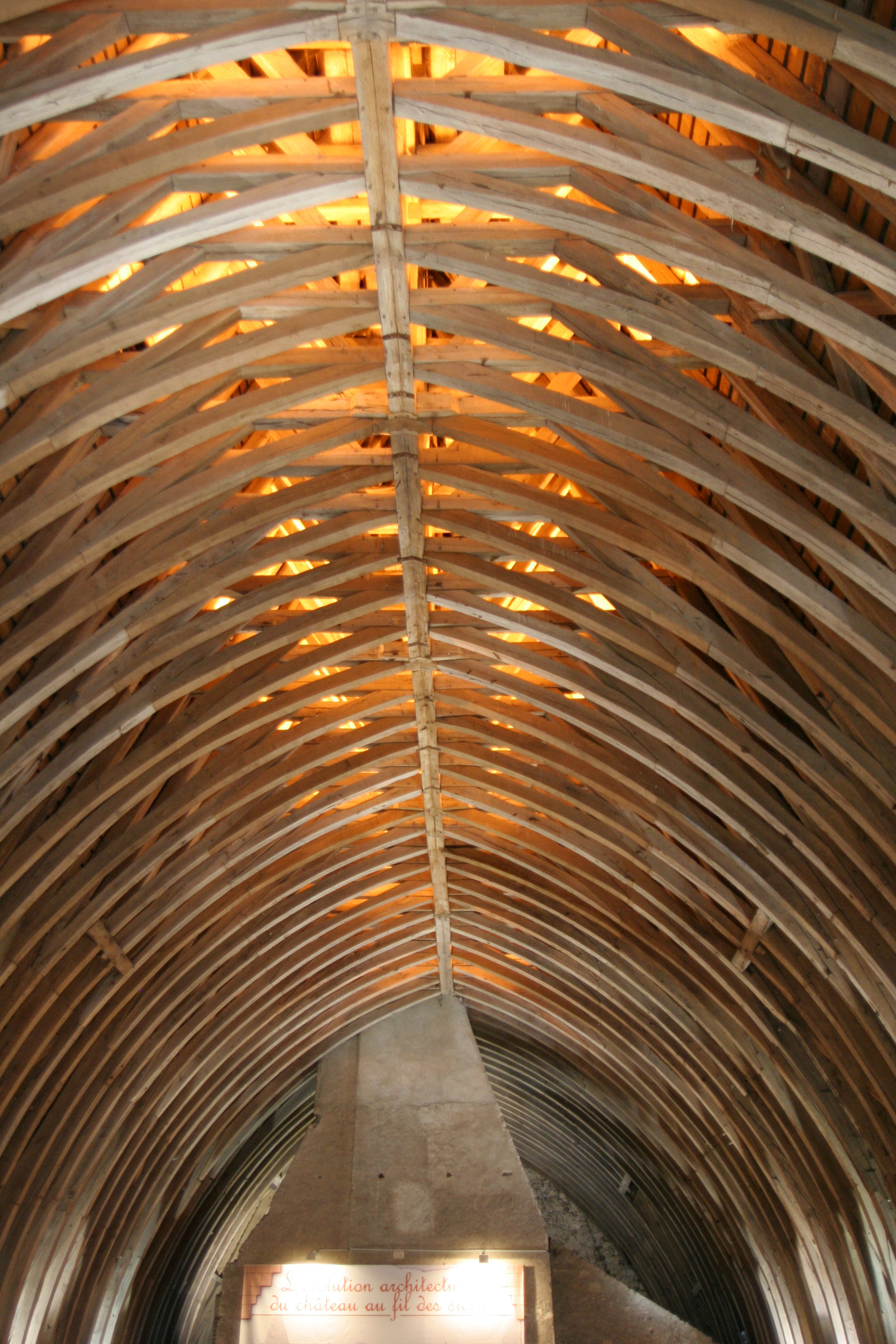
El bastidor.